# Полімерія (генетика)
Полімерія (від грец. polimeria — багаточленність) — один з типів взаємодії генів, за якого ступінь розвитку однієї тієї самої ознаки обумовлений впливом так званих полімерних генів (які проявляються подібним чином). Полімерія відкрита у 1909 р. Н. Г. Нільсоном-Еле.
Умовно розділяють два види полімерії:
- некумулятивну — для повного прояву ознаки достатньо домінантного алеля одного з полімерних генів (олігогену).
- кумулятивну — ступінь прояву ознаки залежить від числа домінантних алелів як одного, так і різних полімерних генів.

Кількісні ознаки успадковуються за типом кумулятивної полімерії. В основі полімерії на біохімічному рівні лежить існування декількох незалежних шляхів біосинтезу, які впливають на розвиток ознаки.
Полімерія широко розповсюджена в природі. За типом полімерії успадковуються ознаки, які мають важливе господарське значення: висота рослин, тривалість вегетаційного періоду, кількість білка у зерні, вміст вітамінів у плодах, швидкість протікання хімічних реакцій, швидкість росту та маса тварин, яйценоскість курей тощо.